# 去宾
去宾（?—?），是西部高车的君主，越居的儿子。高车国主伊匐被其弟越居杀死，越居自立为候娄匐勒。东魏天平年间，越居被柔然所破，伊匐之子比适杀越居，自立为候娄匐勒（国主）。兴和年间，比适又为柔然所破。西部高车灭亡。去宾自柔然奔东魏，齐献武王高欢欲招纳远来之人，上言东魏孝静帝，封去宾为高车王，拜安北将军、肆州刺史。既而去宾病死。
| 前任： 比适 | 西部高车君主 540年代初 | 繼任： — |